# فلاديمير ليفين
فلاديمير ليفين (بالروسية: Левин, Владимир Леонидович)‏ هو مسؤول النظام ورياضياتي روسي، ولد في 1967 في سانت بطرسبرغ في روسيا.

## وصلات خارجية
- فلاديمير ليفين على موقع الموسوعة البريطانية (الإنجليزية)